# Maverick Sabre
Maverick Sabre (a właściwie Michael Stafford; ur. 12 lipca 1990) – irlandzko-angielski piosenkarz, autor tekstów i raper. Sabre, kojarzony głównie z gatunkami muzyki takimi jak R&B i folk, jest znany też ze swojego przedziwnego wokalu i grania na gitarze. W styczniu 2011 roku, pojawił się jako gość w utworze „Jungle” Professora Greena, który uplasował się na miejscu 31 na Liście Przebojów Wielkiej Brytanii (ang. UK Singles Chart). Jego debiutancka płyta „The Lost Words” została wydana 7 marca 2011 roku, będąc poprzedzona singlem „Look What I've Done” tydzień przed premierą.

## Kariera

### Dzieciństwo
Maverick Sabre urodził się w Hackney. W wieku czterech lat przeniósł się do Irlandii, gdzie dorastał w New Ross w hrabstwie Wexford. Następnie Sabre powrócił do Londynu, żeby kontynuować swoją karierę muzyczną.

### Przełom w 2010
Jego kariera zaczęła się w 2008 roku gdy pojawił się on w albumie „Sense The Terror” irlandzkich raperów Terawrizta i Nu-Centza. Sabre wystąpił w dwóch utworach: „Lucky” i „Used To Blame”. Współpracował także z raperami Johnnyboy i Intox's Propaganda, następnie sam wydał swoje własne przeboje, takie jak „Lonely Side Of Life” czy „Fade Away”. Sabre posunął dalej swoją karierę w 2009, gdy dograł się do albumu „Middle Class” autorstwa Jermicide i Danny’ego Digga. Pojawił się w trzech utworach: „Afraid”, „Where We Go to” i „Still With Me”. Maverick Sabre wystąpił także w telewizji SB.TV prezentując swoją piosenkę „They Found Him A Gun”. Wziął także udział w programie „Jail Tales” na BBC 1Xtra, gdzie zaśpiewał „These Walls”. Potem, Sabre wrócił do pracowania ze swoją wcześniejszą ekipą. Dograł się do albumu Terawrizta „Written in Stone” i do albumu duetu Terawrizt & Nu-Centz „Sense The Terror 2”, pojawiając się w utworach takich jak „Life Fly By”. 25 listopada 2010 roku, Sabre wydał swoją debiutancką składankę „The Travelling Man” w Wielkiej Brytanii. Wydanie można było pobrać za darmo w sieci, zawierało ono utwór „Sometimes” razem z promującym filmem, któremu towarzyszyła owa piosenka. 6 stycznia 2011, utwór „Sometimes” został wydany jako singiel przez wytwórnię płytową Impala Records. Sabre wystąpił gościnnie na drugiej studyjnej płycie drumowo-bassowego duetu Chase & Status „No More Idols”, w utworze „Fire in Your Eyes”. Pojawią się on także w piosence „Sleepless”, która jest regularnie śpiewana na żywo przez Chase & Status, niemniej jednak, żadna wersja studyjna nie została wydana do dziś. Sabre wystąpił także w singlu „Jungle” Professora Greena, który został wydany 1 stycznia 2010. Singiel ten znalazł się potem w albumie „Alive Till I'm Dead”. Utwór zadebiutował plasując się na miejscu 34 na Liście Przebojów Wielkiej Brytanii (UK Singles Chart), tydzień później osiągnął swój szczyt, dosięgając 31 miejsca. 28 lutego 2011, Maverick wydał swój debiutancki singiel „Look What I Done”. 19 kwietnia 2011 roku, Sabre wystąpił na żywo w BBC Two's Later w programie Later Live... with Jools Holland. Po wykonaniu piosenki „Wonderwall” zespołu Oasis w radiu BBC Radio 1 podczas Comic Relief Show, rozszerzona wersja „The Lost Words” dotarła do miejsca 2 w rankingu 10 najlepszych piosenek sklepu iTunes (ang. iTunes Store Top Ten Songs). W 2011, Sabre pojawił się również podczas tournée irlandzkiego zespołu The Script's Science & Faith, gdzie pełnił rolę supporta i miał okazję zaśpiewać swój utwór „Let Me Go”, który w sierpniu tego samego roku wszedł do Listy Przebojów Wielkiej Brytanii i znalazł się na miejscu 16.

### 2011-2013 – Lonely Are the Brave
Maverick Sable, 25 lipca 2011, wydał singiel, który znalazł się na miejscu 16 na Liście Przebojów Wielkiej Brytanii. Ponad rok później, 6 lutego 2012, wydał swój debiutancki album „Lonely Are the Brave”. Następnie upublicznił single: „I Need”, „What Have I Done To You” i „No One”. Maverick Sabre wystąpił także w remixie piosenki „I Need” razem z raperami Chipmunk i Benny Banks. Potem dograł się do piosenki „We'll Never Know”, podobnie jak raperzy Akala i Logic. W niedzielę 29 stycznia 2012, Sabre pojawił się w segmencie „Sunday Night Sessions” programu „The Late Show with Joanne Good” w BBC London 94.9. Sabre pojawia się na odnowionym albumie Jeffa Wayne’a „Musical Version of The War of the Worlds – The New Generation” w roli Parsona Nathaniela, jednakże rola ta była odgrywana przez Jasona Donovana w każdym show na żywo między rokiem 2012-2014.

### 2014-chwila obecna
9 kwietnia 2014 roku, Sabre upublicznił teledysk dla piosenki „Breathe”. 24 lipca 2014, Sabre wydał teledysk dla remixu „Emotion (Ain't Nobody)”, w którym wystąpili Chip Devlin i George the Poet.

## Dyskografia
- Lonely Are the Brave (2012)
- współudział w: Walking Under Stars Hilltop Hoods (2014)
- Innerstanding (2015)